# أحلام جميلة (مسلسل)
أحلام جميلة هو مسلسل صيني من بطولة ديلراما ديلمورا ودينغ لون.عرض المسلسل في 25 يونيو 2018.

## روابط خارجية
أحلام جميلة (مسلسل) على موقع IMDb (الإنجليزية)
- أحلام جميلة (مسلسل) على موقع قاعدة بيانات الفيلم (الإنجليزية)